# Communauté de communes Plaine d'Aunis
La communauté de communes Plaine d'Aunis est une ancienne communauté de communes française, située dans le département de la Charente-Maritime et la région Poitou-Charentes. Elle a été dissoute le 31 décembre 2013.

## Quelques données géographiques
- Superficie : 213,13 km2 (soit 3,11 % de la superficie de la Charente-Maritime).

- Population en 2010 : 23 401 habitants (soit 3,76 % de la population départementale).

Selon les données du recensement de 2010, c'est la sixième intercommunalité de Charente-Maritime par sa population se situant après la Communauté d'agglomération de La Rochelle, la Communauté d'agglomération Royan Atlantique, la Communauté d'agglomération de Saintes, la Communauté d'agglomération du Pays Rochefortais et la Communauté de communes de la Haute-Saintonge.
- Densité de population en 2010 : 110 hab/km2 (Charente-Maritime : 91 hab/km2).

Par sa densité de population, la communauté de communes de Plaine d'Aunis est relativement peuplée puisque celle-ci est nettement supérieure à la moyenne départementale et même régionale. Elle fait partie des bassins de population les plus densément peuplés du département où, sur les 17 communes qui composent son intercommunalité, 7 communes ont une densité supérieure à 100 hab/km2 (Aigrefeuille-d'Aunis, Bourgneuf, Clavette, Croix-Chapeau, La Jarrie, Montroy et Vérines). La densification de cet espace péri-urbain par excellence ne cesse de s'accélérer, faisant de cette intercommunalité une zone rurbaine fortement dépendante du bipôle La Rochelle-Rochefort.
- Évolution démographique annuelle entre 1999 et 2006 : +2,39 % (Charente-Maritime : +1,07 %). Cette communauté de communes enregistre la plus forte croissance démographique de tout le département pour la période 1999/2006.

- 2 communes de plus de 2 000 habitants : Aigrefeuille-d'Aunis et La Jarrie.
- Pas de ville de plus de 15 000 habitants.

## Composition
Elle était composée des communes suivantes (8 du canton d'Aigrefeuille-d'Aunis et 9 du canton de La Jarrie) - [La population indiquée entre parenthèses correspond au recensement de 2010 - population municipale] :
1. Aigrefeuille-d'Aunis (3 707 habitants)
2. Anais (326 habitants)
3. Bouhet (871 habitants)
4. Bourgneuf (1 062 habitants)
5. Chambon (910 habitants)
6. Clavette (1 184 habitants)
7. Croix-Chapeau (1 154 habitants)
8. Forges (1 119 habitants)
9. La Jarrie (2 744 habitants)
10. Landrais (699 habitants)
11. Montroy (645 habitants)
12. Saint-Christophe (1 230 habitants)
13. Saint-Médard-d'Aunis (1 820 habitants)
14. Thairé (1 493 habitants)
15. Le Thou (1 643 habitants)
16. Vérines (1 987 habitants)
17. Virson (729 habitants)

## Compétences
- Aménagement de l'espace
  - Aménagement rural (à titre facultatif)
  - Constitution de réserves foncières (à titre obligatoire)
  - Création et réalisation de zone d'aménagement concerté (ZAC) (à titre obligatoire)
  - Études et programmation (à titre obligatoire)
  - Organisation des transports non urbains (à titre facultatif)
  - Schéma de cohérence territoriale (SCOT) (à titre obligatoire)
- Développement et aménagement économique
  - Action de développement économique (Soutien des activités industrielles, commerciales ou de l'emploi, soutien des activités agricoles et forestières...) (à titre obligatoire)
  - Création, aménagement, entretien et gestion de zone d'activités industrielle, commerciale, tertiaire, artisanale ou touristique (à titre obligatoire)
  - Tourisme (à titre obligatoire)
- Développement et aménagement social et culturel
  - Activités culturelles ou socioculturelles (à titre facultatif)
  - Activités périscolaires (à titre facultatif)
  - Activités sportives (à titre facultatif)
  - Établissements scolaires (à titre optionnel)
- Environnement
  - Collecte et traitement des déchets des ménages et déchets assimilés (à titre optionnel)
  - Protection et mise en valeur de l'environnement (à titre optionnel)
- Logement et habitat
  - Opération programmée d'amélioration de l'habitat (OPAH) (à titre facultatif)
  - Politique du logement social (à titre optionnel)
  - Programme local de l'habitat (à titre facultatif)
- Sanitaires et social - Action sociale (à titre facultatif)
- Voirie - Création, aménagement, entretien de la voirie (à titre optionnel)
- Autres
  - Politique associative (à titre facultatif)
  - Communication (à titre facultatif)
  - Préfiguration et fonctionnement des Pays (à titre facultatif)

## Historique
- 31 décembre 2013 : dissolution de la communauté de communes qui fusionne avec la communauté de communes de Surgères pour former la communauté de communes Aunis Sud (moins les 9 communes qui ont rejoint la communauté d'agglomération de La Rochelle)[1].
- 24 juillet 2006 : arrêté n° 06-2650 portant extension des compétences, modification des statuts et définition de l'intérêt communautaire
- 28 décembre 2004 : arrêté n° 04-4649 autorisant l'adhésion des communes de Bourgneuf et de Montroy
- 5 décembre 2003 : arrêté n° 03-3788 portant modification des statuts de la communauté de communes
- 17 avril 2003 : arrêté n° 03-1108 portant modification des statuts de la communauté de communes
- 30 janvier 2002 : arrêté n° 02-182 portant modification des statuts de la communauté de communes
- 15 octobre 2001 : arrêté n° 01-3107 autorisant l'adhésion des communes d'Aigrefeuille et de Thairé
- 29 décembre 2000 : arrêté n° 00-3825 portant modification des statuts et extension des compétences de la communauté de communes
- 17 août 1995 : arrêté n° 95-2045 complétant les dispositions des articles 6 et 7 relatifs aux compétences et aux ressources de la communauté de communes
- 27 juin 1995 : arrêté n° 95-1428 portant modification de l'arrêté n° 93-2820 modifié relatif à la création de la communauté de communes
- 25 janvier 1995 : arrêté n° 95-141 portant modification de l'arrêté n° 93-2820 du 29 décembre 1993 relatif à la création de la communauté de communes
- 29 décembre 1993 : arrêté n° 93-2820 portant création de la communauté de communes